# ゲオルク・ヴィルヘルム・パープスト
ゲオルク・ヴィルヘルム・パープスト（George Willhelm Pabst, 1885年8月25日 - 1967年5月29日）は、オーストリア出身のドイツの映画監督。

## 生涯
ボヘミアのラウドニッツ（現在チェコ共和国ロウドニツェ・ナド・ラベム）生まれ。父アウグストはオーストリア帝国鉄道に勤務しており、帝国内の様々な場所で駅長を務めていた。ゲオルグ・ヴィルヘルムが生まれた頃、父はウィーン東駅の駅長であった。1885年の夏に共にウィーン生まれのアウグストと母エリーザベトは、静養のためボヘミアに滞在中であり、ゲオルク・ヴィルヘルムはこの父母の夏の滞在中に生まれたことになる。
パープストはウィーンで育った。父は息子を技術者にしたかったが、息子の方は初め軍人になることを夢見ていた。しかし、近眼であった彼は、この夢を諦めざるを得なかった。やがて、彼は演劇に熱中し始め、1901年にウィーンの演劇学校に入学する。2年間の演劇学校の生活の後、チューリッヒ近郊バーデンの劇場を振り出しに、ザンクト・ガレン、ザルツブルクといったドイツ語圏の町の劇場で仕事をした後、ウィーンに戻って俳優としてのキャリアを重ねた。
1911年、アメリカに渡ったパープストはニューヨークのドイツ劇団に加わり、1912年からはこの劇団の演出家としての仕事も始めた。1914年、故郷へ帰る船の中でヨーロッパで大戦が始まったことを知る。フランス軍に敵国市民として捕らえられたパープストはブレスト近郊の収容所に入れられてしまう。大戦中の4年間彼はこの収容所で暮らすが、ここで仲間と劇団を結成している。その仲間の一人の妹と、彼は後に結婚している。
戦争が終わり、1919年の初めにウィーンに戻る。彼はプラハのドイツ劇場に演出家として入り、フランク・ヴェデキントの「ニコロ王」などを上演して大成功を収めた。また、翌1920年にはウィーンの前衛劇場ノイエ・ヴィーナー・ビューネの芸術監督に就任した。ドイツのヴェテラン映画監督カール・フレーリヒと出会ったのもこの頃である。フレーリヒと意気投合したパープストは、フレーリヒが1920年にベルリンに設立した映画会社フレーリヒ・フィルム社に参加することになる。
ベルリンに居を定めたパープストは、フレーリヒの映画で助監督の仕事をした後、『財宝』（Der Schatz, 1923年）で監督デビューする。このデビュー作ですでにパープストは、光と影のコントラストを見せる個性的な絵画的な映像を作り出している。そこには、表現主義的な誇張された主観性とリアリストの両世界が混在しており、その後のパープストが作ることになる映像世界との完全なる連続性が見出させる。
カール・フレーリヒから離れたパープストは次に、当時のスター女優ヘンニー・ポルテンを使って『ドネリ伯爵夫人』（Gräfin Doneri, 1924年）を作る。このフィルムは現存していないが、手際よく作られた娯楽作品であったようである。この作品でパープストは名カメラマンであるグイド・ゼーバーと出会った。その後連続して、パープストはゼーバーと組んで見事な映像を作り上げていくことになる。1925年に作られた『喜びなき街』は、パープストの名前を一躍世界の映画芸術の第一線に押し上げた作品となった。大戦後のドイツの貧困にあえぐ人々の生々しい現実を風俗的な側面から捕らえたこの作品は、パープストのリアリストとしての側面をよく表している。引き続き1926年には精神分析映画『心の不思議』を制作し、映画によるフロイト理論の解説を行った。『懐しの巴里』（1927年）、『邪道』（1928年）といった優れた作品を次々と発表したパープストは、米国から招いたルイーズ・ブルックス主演の『パンドラの箱』（1929年）を作る頃には完全にドイツ映画界の巨匠と見なされていた。
マルガレーテ・ベーメ原作の『淪落の女の日記』（1929年）では再びルイーズ・ブルックスを起用した。さらにパープストとしてはかなり異色な登山映画『死の銀嶺』（1929年）をアーノルド・ファンクと共同で演出をした。
トーキーの時代になり、パープストは『西部戦線一九一八年』（1930年）と『炭坑』（1931年)の2本の傑作を作っている。この2本の作品には第一次世界大戦中4年間も収容所に入れられていたパープスト自身の体験が感じられる。サイレント映画時代にあった幻想味のある映像は、この頃のパープストの作品からは姿を消し、リアリストの側面が非常に強く画面に現れている。
1930年のネロ・フィルム社はベルトルト・ブレヒトとクルト・ヴァイルの『三文オペラ』の映画化権を取得する。レオ・ラニア、ラディスラウス・ヴァイダ、ベーラ・バラージュの3人が共同で映画の脚本を書き、ワーナー・ブラザースとトービスの出資、パープストの演出で映画は制作された。ブレヒトは自分の劇が映画によって変更され弱められたとして、ネロ・フィルムを訴え、映画における原作者の権利が法廷で争われた。フィルムは最終的に和解し、初期のトーキーによく見られるように『三文オペラ』は若干の俳優を変え、ドイツ語版とフランス語版が同時に撮影された。どちらの版もパープストの監督作品である。1932年の『アトランティド』は独・仏版に英語版も加え、3カ国語の版が作られた。ピエール・ブノワのベストセラー小説を映画化したこの作品は、久しぶりにパープストの幻想的な主題に対する好みを見せた作品となった。
1932年終わりから1933年初めにかけて、パープストは『ドン・キホーテ』の制作のためフランスにいた。これはロシアの名歌手フョードル・シャリアピンが主演するフランス・イギリスの合作映画であった。ヒトラーが政権を取ったことを知ったパープストはドイツに戻らず、フランスに留まって映画制作を続けた。1934年ハリウッドに渡り、ワーナー・ブラザースで『今日の男性』を作るが、彼はハリウッドでの映画制作の方法に全く馴染めなかった。1936年にフランスに戻ったパープストは4本のフランス映画を作るが、いずれもかつての精彩を欠いている。
1938年に妻の父親が亡くなったため、パープストは久しぶりにベルリンへ行く。しかし、戦争が始まる気配を感じたため、すぐにスイスのバーゼルに移った。翌1939年にはフランス国籍を与えられる話もあったが、息子がフランス兵として招集されることを考えて、これを断る。日一日と状況が悪くなるヨーロッパを脱出して家族と共に米国に行くことを決心したパープストであるが、ヘルニアを患い、オーストリアの病院に入院せざるを得なくなる。やがてヨーロッパで戦争が始まり、パープストはベルリンでの仕事を避け、ミュンヘンのバイエルン映画撮影所で18世紀の著名な女優を描いた『役者』（Komödianten, 1941年）を演出した。この映画はナチスの宣伝相ゲッベルスに賞賛され、1941年度のヴェネツィア国際映画祭においてドイツの代表作品として上映され、最優秀監督賞を受賞した。引き続き、著名な物理学者・哲学者パラケルススの没後400周年を記念した映画『パラケルスス』（Paracelsus, 1943年）を監督するが、撮影中にバイエルン・フィルム社と制作の方針をめぐって衝突する。最終的にパープストは会社側の意向を受け入れるが、戦争末期の暗い時代にあって、パープストは決して最良のコンディションで映画を制作しているわけではなかった。
1944年の8月にパープストはプラハで『モランダー事件』（Der Fall Molander ）の撮影を開始する。ヴァイオリンのストラディヴァリウスをめぐる極めてドラマチックな映画になるはずであったが、撮影が完了した1945年にこの映画の編集作業中の段階でソビエト軍がプラハを占領したために、映画は未完となった。
第二次世界大戦後の第1作は『訴訟』（Der Prozess ）という作品である。これは19世紀に実際にあった殺人事件の審判を再現した劇映画で、反ユダヤ主義の問題を取り上げている。この作品を取り終えた後、パープストは自分の独立プロダクションを設立し、この会社で立て続けに4本の映画を製作している。
パープストはローマ教皇ボニファティウス7世についての映画を、エミール・ヤニングス主演によりイタリアで撮影する企画を立てるが、1950年にヤニングスが死亡したため、この企画は実現されなかった。この頃パープストはイタリアで映画を作ろうとしており、それを実現するためにローマに居を構えた。こうしてパープストの2本のイタリア映画『沈黙の声』（La voce del silentia, 1952年）と『狂気の沙汰』（Cose de pazzi, 1953年）が作られた。これらは野心的で芸術的な作品であったが興行的に振るわず、パープストは多大な借金を背負ってしまった。西ドイツに戻ったパープストは、借金返済のため商業主義的な作品を作らざるを得なかった。最後の作品はカラーで撮影された『森を通って、草原を通って』（Durch die Wälder, durch die Auen, 1956年）というロマンチックな音楽映画だが、往年の作品に見られた力強さはついになかった。
パープストは1950年半ばから糖尿病を患っていたが、1957年にパーキンソン病にかかった。もはや映画制作をする体力を失っていた彼は、ウィーンで引退生活に入った。1965年にオーストリア政府教育省は、パープストに名誉教授の称号を与えた。劇症肝炎にかかったパープストは1967年5月29日に死去した。

## おもな監督作品
- Der Schatz （1923年）
- Gräfin Donelli （1924年）
- 喜びなき街（Die Freudlose Gasse, 1925年）
- 心の不思議（Geheimnisse einer Seele, 1926年）
- Man spielt nicht mit der Liebe （1926年）
- 懐しの巴里（Die Liebe der Jeanne Ney, 1927年）
- 邪道（Abwege, 1928年）
- パンドラの箱（Die Büchse der Pandora, 1929年）
- 淪落の女の日記（Das Tagebuch einer Verlorenen, 1929年）
- 死の銀嶺（Die Weiße Hölle vom Piz Palü, 1929年）
- 西部戦線一九一八年（Westfront 1918, 1930年）
- Skandal um Eva（1930年）
- 三文オペラ（Die 3groschenoper / L' Opéra de quat'sous, 1931年）
- 炭坑（Kameradschaft, 1931年）
- アトランティド（Die Herrin von Atlantis / L' Atlantide/The Lost Atlantis, 1932年）
- ドン・キホーテ（フランス語版）（Don Quichotte, 1933年）
- 上から下まで（Du haut en bas, 1933年）
- 今日の男性（A Modern Hero, 1934年）
- マドモワゼル・ドクトゥール（Mademoiselle Docteur, 1937年）
- Le Drame de Shanghaï （1938年）
- Jeunes filles en détresse （1939年）
- Komödianten （1941年）
- Paracelsus （1943年）
- Der Fall Molander （1945年、未完成）
- Der Prozeß （1948年）
- Geheimnisvolle Tiefe （1949年）
- Ruf aus dem Äther （1951年）
- 沈黙の家（La Conciencia acusa, 1953年）
- Cose da pazzi （1954年）
- Das Bekenntnis der Ina Kahr （1954年）
- ヒトラー暗殺（Es geschah am 20. Juli / The Last Ten Days, 1955年）
- Ballerina （1956年）
- Durch die Wälder, durch die Auen （1956年）